# Sárgaszárnyú papagáj
A sárgaszárnyú papagáj (Brotogeris chrysoptera), korábban aranyosszárnyú tirika, a madarak osztályának papagájalakúak (Psittaciformes) rendjébe és a papagájfélék (Psittacidae) családjába tartozó faj.

## Rendszerezése
A fajt Carl von Linné svéd természettudós írta le 1891-ben, a Psittacus nembe Psittacus chrysopterus néven.

## Alfajai
- Brotogeris chrysoptera chrysoptera (Linnaeus, 1766)
- Brotogeris chrysoptera chrysosema P. L. Sclater, 1864
- Brotogeris chrysoptera solimoensis Gyldenstolpe, 1941
- Brotogeris chrysoptera tenuifrons Friedmann, 1945
- Brotogeris chrysoptera tuipara (Gmelin, 1788)[2]

## Előfordulása
Bolívia, Brazília, Francia Guyana, Guyana, Suriname és Venezuela területén honos. Természetes élőhelyei a szubtrópusi és trópusi síkvidéki és hegyi esőerdők és szavannák, valamint városi régiók. Állandó, nem vonuló faj.

## Megjelenése
Testhossza 16 centiméter, testtömege 47–80 gramm.

## Természetvédelmi helyzete
Az elterjedési területe rendkívül nagy, egyedszáma viszont csökken, de még nem éri el a kritikus szintet. A Természetvédelmi Világszövetség Vörös listáján nem fenyegetett fajként szerepel.

## Külső hivatkozások
- Képek az interneten a fajról
- Xeno-canto.org - a faj hangja és elterjedési területe